# Yulia Svyrydenko
Yulia Anatoliivna Svyrydenko (ucraniano: Юлія Анатоліївна Свириденко; Chernígov, 25 de diciembre de 1985) es una política ucraniana, actual primera ministra de Ucrania desde 2025. Previamente se desempeñó como primera vice primera ministra de Ucrania y ministra de Desarrollo Económico y Comercio de Ucrania de 2021 a 2025.

## Educación
En 2008, se graduó de la Universidad Nacional de Comercio y Economía de Kiev con un título en gestión antimonopolio.

## Carrera
El 5 de mayo de 2020, el presidente de Ucrania, Volodímir Zelenski, designó a Svyrydenko como representante de Ucrania en el subgrupo sobre cuestiones sociales y económicas del Grupo de Contacto Trilateral para resolver la situación en Dombás (Ucrania-Organización para la Seguridad y la Cooperación en Europa-Rusia). El 22 de diciembre de 2020, Zelensky nombró a Svyrydenko como Jefa Adjunta de la Oficina del Presidente para reemplazar a Yuliya Kovaliv. 
El 4 de noviembre de 2021, el Parlamento de Ucrania nombró a Svyrydenko como primera vice primera ministra y ministra de desarrollo económico de Ucrania. Unos 256 diputados votaron a favor de su nombramiento.
El 14 de julio de 2025, el presidente de Ucrania, Volodímir Zelenski la propuso como primera ministra. El 17 de julio de 2025, juramentó al cargo y se convirtió en la segunda mujer en ocupar el cargo, después de Yulia Timoshenko.